# Schloss Veldenz

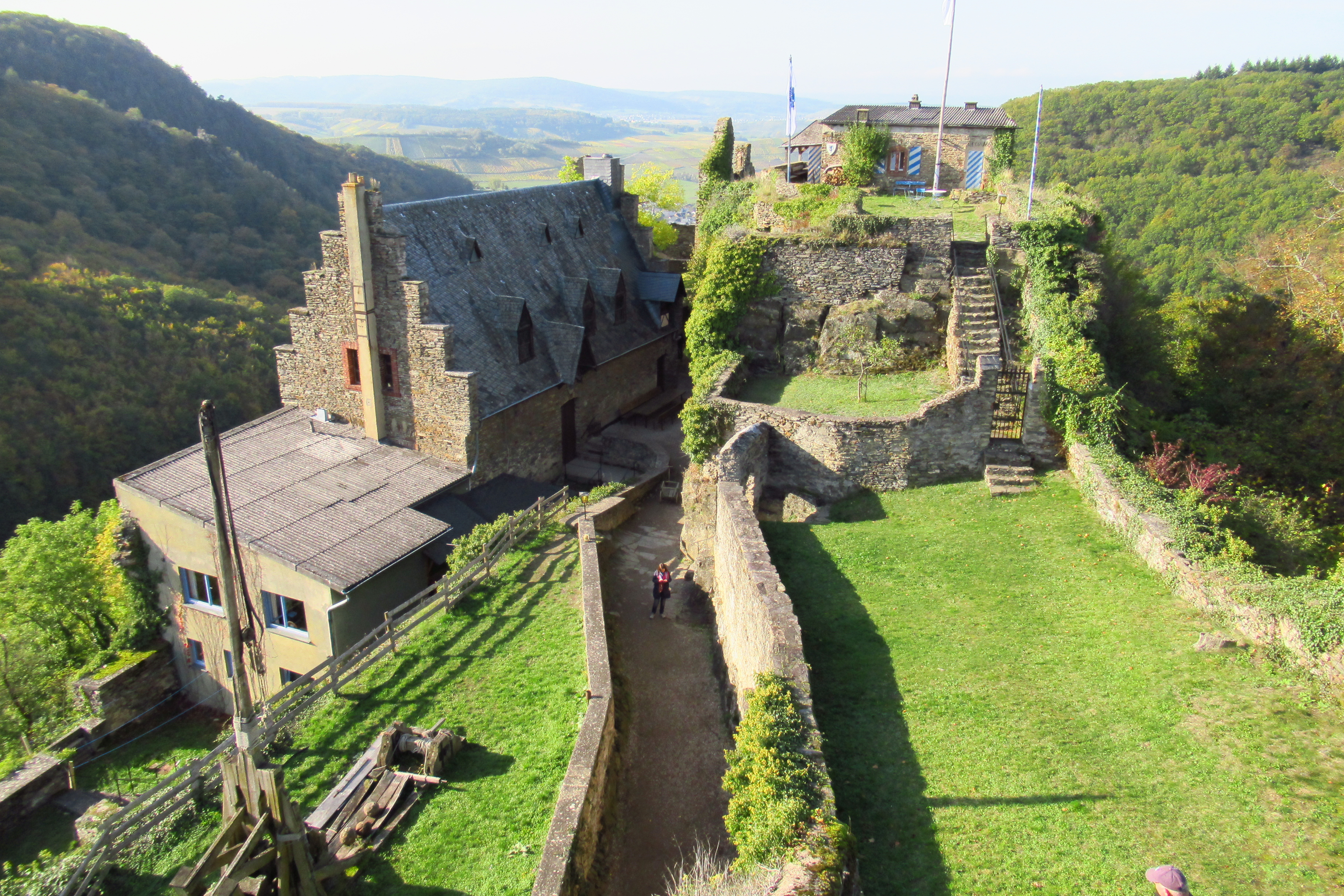
Die Hinterburg von Schloss Veldenz, mit dem ursprünglichen Bergfried (rechts), und dem wiederaufgebauten Rittersaal (links).

Schloss Veldenz nahe dem Tal der Mosel ist eine Burgruine etwa eineinhalb Kilometer südöstlich Veldenz, so dass das Wort Schloss etwas irreführend ist. Die Burg war die Stammburg der Grafen von Veldenz.

## Lage
Die Anlage befindet sich in Rheinland-Pfalz im Landkreis Bernkastel-Wittlich. Sie liegt auf einem etwa 320 Meter über NN hoch gelegenen Bergsporn und 180 über dem Pegel der Mosel. 
Sie liegt an den Hängen des Hunsrücks in einem Seitental der Mosel, das vom Veldenzer Bach durchflossen wird.
Die Stadt Bernkastel-Kues befindet sich vier Kilometer nordöstlich, die Kreisstadt Wittlich etwa 15 Kilometer nordwestlich sowie die nächste Großstadt Trier 31 Kilometer südwestlich (alle Angaben in Luftlinie).

## Geschichte
Eine erste urkundliche Erwähnung der Burg fand im Jahr 1156 (möglicherweise schon einige Jahre früher) statt. Friedrich I. (Barbarossa) bestätigt hierin einem Bischof Albert I. von Verdun den Besitz der Burg nebst umliegender Ländereien.
Seit dem 12. Jahrhundert waren die Grafen von Veldenz Lehnsherren der Ländereien und der Burg, die den Mittelpunkt der Grafschaft Veldenz bildete. Im Jahre 1286 erlangte die Ortschaft Veldenz Stadt- und Marktrechte.
1444 gelangte die Burg nach dem Aussterben der Veldenzer Linie durch Vererbung an die Linie Pfalz-Zweibrücken. Nachfolger waren ab 1543 die Grafen von Pfalz-Veldenz, die bis zu ihrem Aussterben im Jahr 1694 im Besitz von Burg und Grafschaft blieben, auch wenn die Burg zwischenzeitlich während des Dreißigjährigen Krieges und des Pfälzischen Erbfolgekrieges von schwedischen, spanischen und französischen Truppen besetzt wurde. Wohl Ende 1681 wurde die Burg durch die Franzosen in Schutt und Asche gelegt und zwei Jahre später als geschleifte Festung bezeichnet.  
Nach dem Abzug der französischen Truppen bemächtigte sich Kurfürst Johann Wilhelm von der Pfalz des Fürstentums. Zwar gab es langwierige Auseinandersetzungen mit der Linie Pfalz-Zweibrücken, die ebenfalls Erbansprüche geltend machte, 1733 aber fielen die beiden Oberämter Lauterecken und Veldenz und mit ihr auch die Reste der Burg endgültig an Kurpfalz. 
Nach dem erneuten Einmarsch französischer Truppen wurde die Ruine 1807 im Rahmen der französischen Nationalgüterversteigerung an Privatleute verkauft und diente zunächst als Steinbruch.
In späterer Zeit jedoch bemühten sich die Eigentümer um den Erhalt der Burg und bauten einige Teile wieder auf. Heute ist die Burg im Besitz der Familie Haufs-Brusberg. 

## Heute

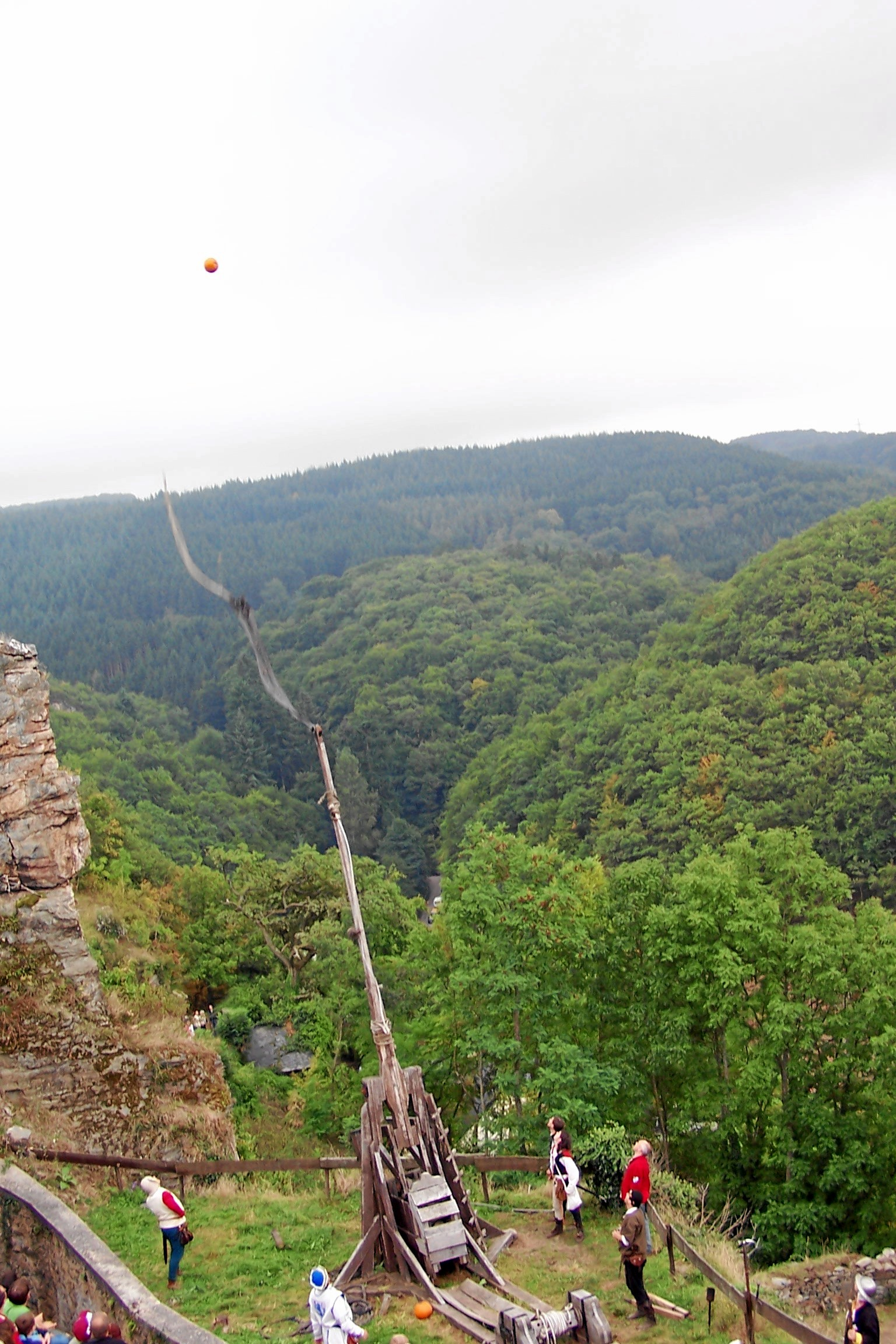
Eine Blide (Rekonstruktion) schleudert einen Kürbis

Die Anlage war im 15. Jahrhundert die größte Burg an der Mittelmosel. Aus dieser Tatsache heraus erklärt sich offenbar die immer noch verwendete Bezeichnung „Schloss“. Gleichzeitig dient diese Bezeichnung aber auch als Unterscheidungsmerkmal gegenüber der Burg Veldenz in Nohfelden. 
Die weitläufige Ruine der Spornburg, die im 19. Jahrhundert baulich gesichert und teilweise wiederaufgebaut wurde, liegt auf einem hohen und nach drei Seiten hin steil abfallenden Bergsporn. Sie ist fast 100 Meter lang und bis zu 30 Meter breit.
An der Hauptangriffsseite im Norden befindet sich ebenso wie an der südlichen Flanke eine mächtige Bastion. Der Bergfried im Osten wurde im Gegensatz zum Palas mit seinem markanten Stufengiebel, der heute innerhalb der bewirtschafteten Burg als Gaststätte genutzt wird, nicht wieder aufgebaut.
Die Burg ist in Privatbesitz und nicht frei zugänglich. Der Rittersaal wurde renoviert und historisch eingerichtet. Hier feiert man Burgfeste und es werden historische Rundgänge veranstaltet.